# Yoshi's Crafted World
Yoshi's Crafted World (ヨッシークラフトワールド, Yosshī Kurafuto Wārudo, lit. "Yoshi Crafted World") (literalment "El món fet a mà d'en Yoshi) és un videojoc de plataformes de la saga Yoshi a la Nintendo Switch. Va ser anunciat durant l'E3 del 2017 per ser llançat el 2018, però va acabar publicant-se a tot el món el 29 de març de 2019.

## Jugabilitat
El joc inclou elements de Yoshi's Woolly World, amb un estil artesà i amb en Yoshi com a personatge jugable. El jugador pot triar entre la part del davant o del darrere dels nivells i pot llençar ous en un pla tridimensional. A part d'això, el joc compta amb les típiques mecàniques dels jocs de Yoshi, com per exemple utilitzar la llengua del personatge per menjar enemics o objectes i transformar-los en ous per després llençar-los, així com col·lecionables i "bonus" dins els nivells per desbloquejar-ne de nous. També té un mode multijugador on cada jugador controla un Yoshi, així com un "mode fàcil". És compatible amb els amiibo, que ofereixen "vestits" especials per al Yoshi que no es poden desbloquejar normalment.

## Sinopsi
Tot comença quan Kamek i Baby Bowser marxen a furtar la Sundream Stone. Diu la llegenda que aquest artefacte fabulós pot concedir al portador tot el que desitge. A l'intentar furtar l'artefacte, les coses no ixen com s'esperaven i les cinc gemmes surten volant en diferents direccions. Ara recau sobre Yoshi i els seus amics recuperar les gemmes abans que ho facen els dolents.

## Recepció
El joc va rebre crítiques majoritàriament positives, i manté una puntuació mitjana de 77/100 a Metacritic basant-se en 92 crítiques. Va ser aclamat per l'"encant" del joc amb el disseny dels seus nivells i l'estil gràfic, així com la seva jugabilitat innovadora, tot i que es va criticar la seva banda sonora.
Va debutar com a joc més ben venut al Regne Unit i al Japó. Els primers tres dies va aconseguir vendre 1,11 milions d'unitats mundialment.
Se n'alliberà una demo gratuïta a la Nintendo eShop amb una quantitat molt limitada de nivells.